# Partidul Comunist German
Partidul Comunist German (în germană Kommunistische Partei Deutschlands) a fost o formațiune comunistă înființată în 1918 în jurul Ligii Spartachiste, cu scopul instaurării comunismului în Germania. Formațiunea a fost desființată în sectorul sovietic din Germania în 1946 prin unificarea forțată cu SPD, iar în sectoarele vestice ale Germaniei în 1956, prin interzicere.
Rosa Luxemburg și Karl Liebknecht, fondatorii partidului, au fost împușcați în 1919.
Ernst Thälmann⁠(en)[traduceți], președintele partidului, a fost arestat în 1933, închis în Lagărul de concentrare Buchenwald și împușcat în 1944.